# Via Salaria

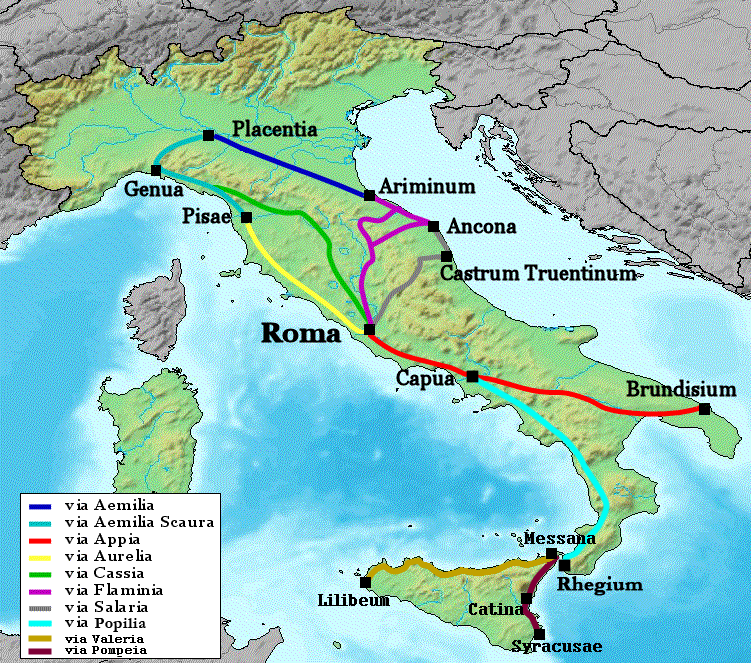
De Via Salaria (grijs) in het Romeinse Italië

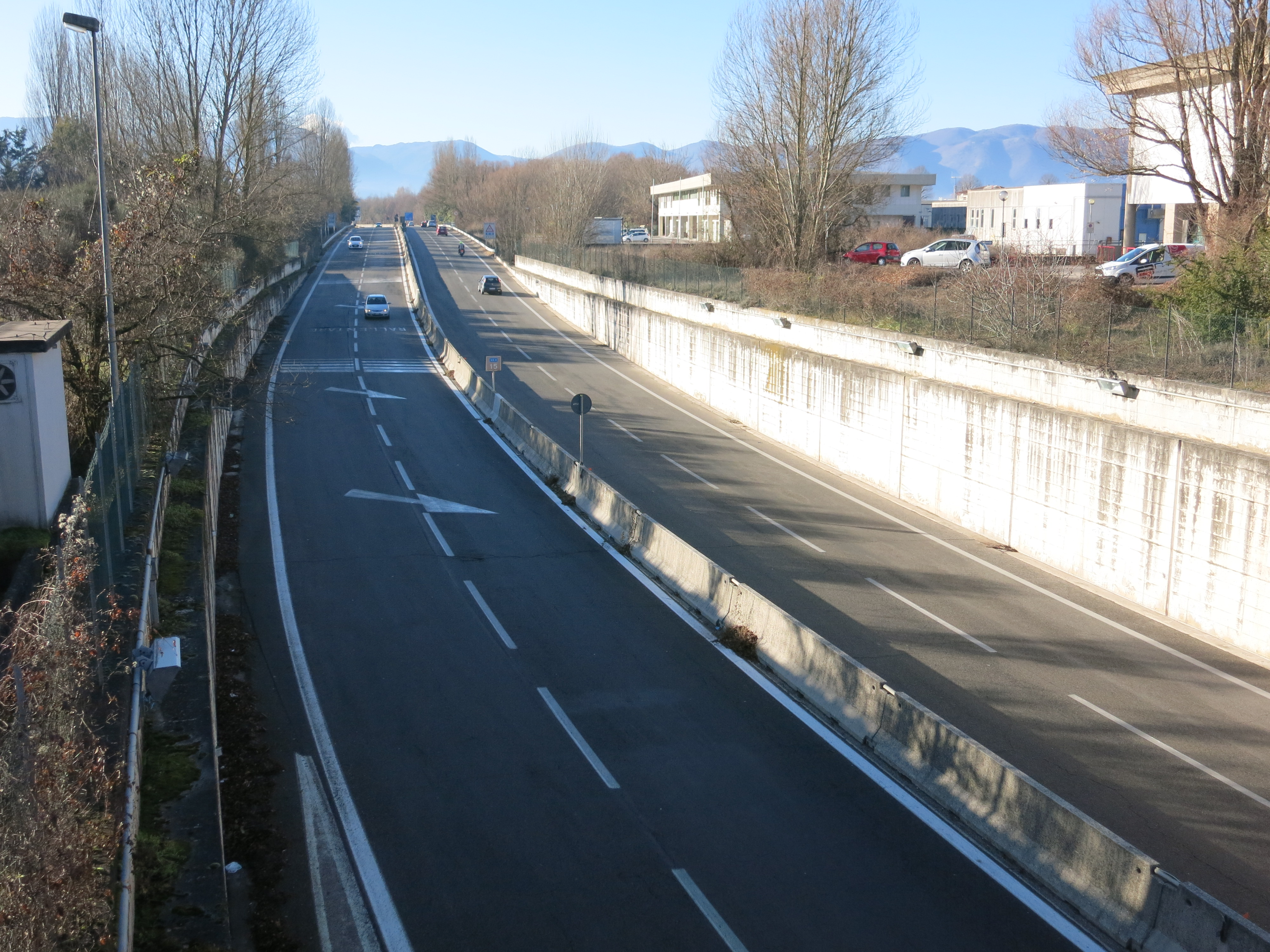
De huidige Strada Statale 4 ten zuiden van Rieti

De Via Salaria, oftewel "Weg van het zout", was een weg in Italië in de Romeinse tijd. Hij liep van Rome naar de kust van de Adriatische Zee.

## Geschiedenis
De Via Salaria dateert waarschijnlijk al van vóór Romeinse tijden. De Sabijnen zouden de weg hebben gebruikt om vanuit de heuvels van Sabina naar de zoutmoerassen aan de kust bij Ostia te komen om zout te winnen. De ligging van Rome aan deze route, strategisch in het midden met een de facto monopolie op het zout, wordt door sommige historici gebruikt als argument om het ontstaan van Rome en haar groei te duiden. https://web.archive.org/web/20181206235118/https://velino.it/salaria/storia/

## Route
De Via Salaria verliet Rome door de Porta Salaria in de Aureliaanse Muur. Vandaar liep de weg via Reate en de vallei van de Velino om na het oversteken van de Apennijnen de vallei van de Tronto te volgen naar Asculum. Vanaf Asculum liep de weg in een min of meer rechte lijn naar de Adriatische kust bij Castrum Truentinum aan de monding van de Tronto.

## De Via Salaria nu
De Via Salaria is ook een belangrijke uitvalsweg in het moderne Rome, die aansluit op de Grande Raccordo Annulare, de rondweg om Rome, ter hoogte van afslag 8. Ten noorden van de GRA gaat de weg verder als de Strada Statale 4 en volgt hierbij voor een groot deel de route van de oude weg. In de Apennijnen zijn nog stukken van de oude weg aanwezig.

## Catacomben
In Rome liggen verschillende catacombecomplexen aan de Via Salaria, te weten:
- Catacombe van Sint-Felicitas (of Catacombe van Massimo)
- Catacombe van Thrason
- Catacombe van de Jordaniërs
- Catacombe van Sint-Hilaria
- Catacombe van Via Anapo
- Catacombe van Priscilla
- Catacombe van Pamphilus
- Anoniem hypogeum van Via Paisiello
- Catacombe van Hermes (of Catacombe van Bassilla)
- Catacombe ad clivum Cucumeris